# Victorino Abellanosa
Victorino Abellanosa (Pardo, Cebú (Filipinas], 23 de diciembre de 1903-8 de agosto de 1968) fue un dramaturgo filipino en lengua española, entre otras lenguas de su país, como tagalo y bisayo, hijo del conocido autor Baldomero Abellanosa. Sus hermanos Ramón y Onofre también fueron escritores.

## Obras (selección)
La mayor parte de su producción la componen zarzuelas, representadas en diferentes ciudades de su país (Bohol, Leyte, Negros, Cebú…) y entre las cuales están:
- Ninoy.
- Marti.
- King Salomon.